# Victor (Nueva York)
Victor es un pueblo ubicado en el condado de Ontario en el estado estadounidense de Nueva York. En el año 2000 tenía una población de 9,977 habitantes y una densidad poblacional de 277 personas por km².

## Geografía
Victor se encuentra ubicado en las coordenadas 42°58′48″N 77°24′36″O / 42.98000, -77.41000.

## Demografía
Según la Oficina del Censo en 2000 los ingresos medios por hogar en la localidad eran de $59,349 y los ingresos medios por familia eran $71,526. Los hombres tenían unos ingresos medios de $51,006 frente a los $35,208 para las mujeres. La renta per cápita para la localidad era de $31,321. Alrededor del 2.3% de la población estaban por debajo del umbral de pobreza.